# Greip (mjesec)
Greip (također Saturn LI) je prirodni satelit planeta Saturn. Vanjski nepravilni satelit iz Nordijske grupe s oko 6 kilometara u promjeru i orbitalnim periodom od 906.556 dana.